# پارامترسازی
پرمایش یا پارامترسازی در ریاضیات و به‌طور خاص در هندسه، ، فرایند یافتن معادلات پارامتری یک خم، یک سطح یا به‌طور عام تر یک خمینه است که با یک معادله ضمنی تعریف شده باشد؛ بنابراین، «پرمایش» به معنای «بیان برپایه پارامترها» است.
پرمایش یک فرایند ریاضی است که از بیان وضعیت یک سیستم، فرایند یا مدل به عنوان تابعی از مقادیر مستقل به نام پارامترها تشکیل شده‌است. وضعیت سیستم به‌طور کلی توسط یک مجموعه مختصات تعیین می‌شود، و پرمایش به این ترتیب شامل یک تابع از چندین متغیر واقعی برای هر مختصات می‌شود. تعداد پارامترها تعداد درجه‌های آزادی سیستم است.
به عنوان مثال، موقعیت جسمی که بر روی خمی در فضای سه بعدی حرکت می‌کند با توجه به زمان لازم برای رسیدن به نقطه ای معین تعیین می‌شود؛ بنابراین اگر x, y, z موقعیت جسم در فضای سه بعدی باشد، حرکت جسم توسط معادلات زیر پرمایش می‌شود:
{\displaystyle {\begin{aligned}x&=f(t)\\y&=g(t)\\z&=h(t),\end{aligned}}}
که در آن   t  پارامتر زمان را نشان می‌دهد. اینچنین معادله پارامتری خم کاملاً برنموده می‌شود، بدون اینکه نیازی به هیچ گونه تفسیری از   t  به عنوان زمان باشد؛ بنابراین معادلات بالا، «معادله پارامتری» خم نامیده می‌شود. به‌طور مشابه معادلات پارامتری یک سطح را با در نظر گرفتن دو پارامتری مانند   t  و  u  می‌توان پرمایش کرد.

## نایکتایی
پرمایش بطور عام، یکتا نمی‌باشد و معمولاً بصورت‌های گوناگون می‌تواند انجام شود. برای نمونه، مختصات هر نقطه در فضای اقلیدسی سه بعدی، می‌تواند در دستگاه کارتزین یا قطبی بیان و پرمایش شود.

## بعد
به‌طور کلی، حداقل تعداد پارامترهای مورد نیاز برای توصیف یک مدل یا یک شی هندسی برابر با ابعاد آن است، و دامنه این پارامترها فضای پارامترها را می‌سازد.

## تکنیک‌ها
پرمایش فاینمن
پرمایش شوینگر
درشانش وابستگی
مدلسازی رُست